# Čahruhadze
Čahruhadze sau Chakhrukhadze (în limba georgiană: ჩახრუხაძე) a fost un poet gruzin care a trăit prin secolele al XII-lea și al XIII-lea.

## Opera
I se atribuie scrierea Tamariani (თამარიანი), o colecție de 22 de ode și o elegie.
Aceste scrieri s-au pierdut, dar s-au păstrat redactări ulterioare, publicate în secolul al XVIII-lea.
Tamariani este o operă reprezentativă a literaturii gruzine medievale.
Aici este evocată personalitatea reginei Tamara (care a domnit în perioada 1184 – 1213).
Sunt remarcabile muzicalitatea și virtuozitatea lingvistică.